# Litargus elegans
Litargus elegans es una especie de coleóptero de la familia Mycetophagidae.

## Distribución geográfica
Habita en África.